# Islas Week
Las islas Week están situadas en la costa sur de la isla Desolación en el sector de las islas del NO del archipiélago de la Tierra del Fuego en la región austral de Chile. 
Administrativamente, pertenecen a la comuna de Punta Arenas, provincia de Magallanes de la Región de Magallanes y la Antártica Chilena.
Desde hace aproximadamente 6000 años sus costas fueron habitadas por el pueblo kawésqar. A comienzos del siglo XXI este pueblo había sido prácticamente extinguido por la acción del hombre blanco.

## Ubicación
Se encuentran en el sector de las islas del NO del archipiélago de Tierra del Fuego, sobre la costa sur de la isla Desolación y desde el punto de vista orográfico en el sector de la zona cordillerana o insular. Sus coordenadas son 53°11′S 74°18′O. Existe plano inglés de las islas en el portafolio de cartas publicadas por el SHOA de la Armada de Chile.
Se encuentran separadas de la isla Desolación por el paso Murray. La mayor y más occidental es la denominada Graves, con el característico y alto cabo Sunday en el extremo oeste. Al E de la anterior está la isla Monday, entre esta y Graves en el sector sur de ambas está la isla Tuesday. Al S de Graves está la isla Wednesday. La isla Thursday de 180 metros de altura, está a 2 nmi al este de Monday y al NE de ella está el pequeño grupo de las islas Friday compuesto por unos quince pequeños islotes. Todas las aguas que están al sur de las islas Friday son muy sucias. 
Hay varios surgideros entre las islas que se abren  entre montañas elevadas y barrancosas, de aguas profundas, azotados por violentas ráfagas de viento y chubascos, williwaws, que descienden desde las alturas, por lo que deben tomarse con precaución. Podemos citar los siguientes: al ENE de la punta Seal, extremidad sur de la isla Wednesday y a una distancia de 1 nmi, abierto a los vientos del sur y del oeste. Recomendable solo por corto tiempo. Otro entre las islas Tuesday y Monday llamado puerto Saturday, muy abrigado y buen tenedero, pero es pequeño, de difícil acceso, apto solo para naves pequeñas y por último un surgidero entre las islas Graves y Tuesday frente a una cascada.

## Historia
Sus costas fueron recorridas por los kawésqar desde hace más de 6000 años hasta mediados del siglo XX. A comienzos del siglo XXI este pueblo había sido prácticamente extinguido por la acción del hombre blanco.
A fines del siglo XVIII, a partir del año 1788, comenzaron a llegar a la zona los balleneros, los loberos y cazadores de focas ingleses y estadounidenses y finalmente los chilotes.
Las siguientes expediciones efectuaron trabajos hidrográficos en el sector de las islas Week:
- 1774 - James Cook en diciembre, recorrió y levantó sectores de la costa oceánica del archipiélago de  Tierra del Fuego, desde el cabo Deseado hasta el cabo de Hornos. HMS Resolution. Segundo viaje. Expedición inglesa.
- 1829 - Robert Fitz Roy en el primer viaje del HMS Beagle. Expedición inglesa.

El 12 de diciembre de 1829 el comandante Robert Fitz Roy con el HMS Beagle fondeó en uno de los surgideros de la isla Graves, donde encontró muchos wigwams lo que le demostró que los indígenas visitaban esos remotos lugares. Estuvo en este lugar hasta el 19 del mismo mes, una semana, y por eso las llamó islas Week. Su trabajo de levantamiento hidrográfico con las embarcaciones se vio muy dificultado por el viento y el oleaje.

## Características geográficas
Reina casi permanentemente el mal tiempo, lluvia copiosa, cielo nublado. Clima marítimo con temperatura pareja durante todo el año. El viento predominante es del oeste.
Hay bayas silvestres y un tipo de alga marina. Abundan los gansos y patos silvestres. En su costa se obtienen choros, lapas y erizos. Llegan a la caleta lobos de mar, nutrias, delfines y ballenas.